# Liste der Biografien/Hare
Liste der Biografien |
Portal Biografien |
Personensuche
# |
A |
B |
C |
D |
E |
F |
G |
H |
I |
J |
K |
L |
M |
N |
O |
P |
Q |
R |
S |
T |
U |
V |
W |
X |
Y |
Z |
?
 
Ha |
Hd |
He |
Hi |
Hj |
Hk |
Hl |
Hm |
Hn |
Ho |
Hr |
Hs |
Ht |
Hu |
Hv |
Hw |
Hy
 
Haa |
Hab |
Hac |
Had |
Hae–Haf |
Hag |
Hah |
Hai |
Haj |
Hak |
Hal |
Ham |
Han |
Hao |
Hap |
Haq |
Har |
Has |
Hat |
Hau |
Hav |
Haw |
Hax |
Hay |
Haz
 
Hara |
Harb |
Harc |
Hard |
Hare |
Harf |
Harg |
Harh |
Hari |
Harj |
Hark |
Harl |
Harm |
Harn |
Haro |
Harp |
Harr |
Hars |
Hart |
Haru |
Harv |
Harw |
Harx |
Hary |
Harz
Die Liste der Biografien führt alle Personen auf, die in der deutschsprachigen Wikipedia einen Artikel haben. Dieses ist eine Teilliste mit 95 Einträgen von Personen, deren Namen mit den Buchstaben „Hare“ beginnt.

## Hare
- Håre, Anders (* 1999), norwegischer Skispringer
- Hare, Augustus (1834–1903), britischer Schriftsteller und Anekdotenerzähler
- Hare, Butler B. (1875–1967), US-amerikanischer Politiker
- Hare, Clarence (1880–1967), neuseeländischer Büroangestellter und Expeditionsteilnehmer
- Hare, Clyde (1927–2009), US-amerikanischer Fotograf
- Hare, Cyril (1900–1958), britischer Richter und Schriftsteller
- Hare, Darius D. (1843–1897), US-amerikanischer Politiker
- Hare, David (1917–1992), US-amerikanischer Maler, Bildhauer, Fotograf
- Hare, David (* 1947), britischer Dramatiker und FilmregisseurDavid Hare (* 1947)

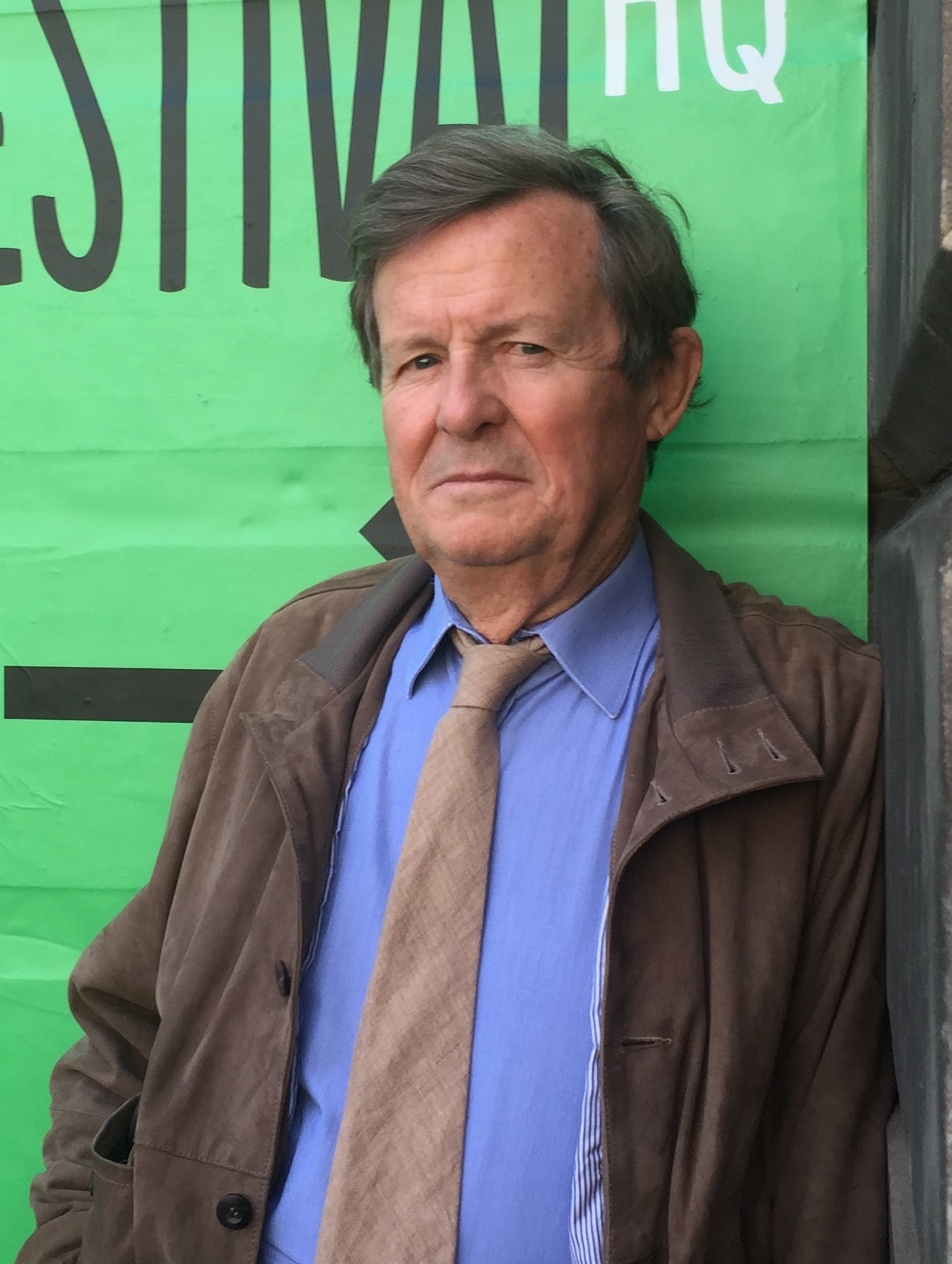
David Hare (* 1947)

- Hare, Doris (1905–2000), britische Schauspielerin
- Hare, Francis, 6. Earl of Listowel (* 1964), britischer Peer und Politiker (Crossbencher)
- Håre, Frode (* 1972), norwegischer Skispringer
- Hare, Hugh, 1. Baron Coleraine (1606–1667), englischer Höfling und Royalist
- Hare, James Butler (1918–1966), US-amerikanischer Politiker
- Hare, John (1934–2022), britischer Journalist, Schriftsteller und Umweltschützer
- Hare, John (* 1976), amerikanischer Grafikdesigner und Art Director
- Hare, John E. (* 1949), britischer Philosoph in den USA und Professor für Philosophische Theologie an der Yale Divinity School
- Hare, John, 1. Viscount Blakenham (1911–1982), britischer konservativer Politiker, Mitglied des House of Commons
- Hare, Lumsden († 1964), irischer Film- und Theaterschauspieler
- Hare, Mary Adelaide (1865–1945), Lehrerin für gehörlose Kinder und eine Frauenrechtlerin
- Hare, Nicole (* 1994), kanadische Ruderin
- Hare, Pat (1930–1980), US-amerikanischer Blues- und Rockabilly-Gitarrist und Sänger
- Hare, Peter Hewitt (1935–2008), US-amerikanischer Philosoph
- Hare, Phil (* 1949), US-amerikanischer Politiker
- Hare, Pip (* 1974), britische Segelsportlerin
- Hare, Raymond A. (1901–1994), US-amerikanischer Diplomat
- Hare, Remon van de (* 1982), niederländischer Basketballspieler
- Hare, Richard M. (1919–2002), englischer Moralphilosoph
- Hare, Robert (1781–1858), amerikanischer Chemiker, Erfinder des Schneidbrenners
- Hare, Robert D. (* 1934), kanadischer Kriminalpsychologe
- Hare, Silas (1827–1908), US-amerikanischer Politiker
- Hare, Thomas (1806–1891), britischer Jurist und politischer Aktivist
- Hare, Truxtun (1878–1956), US-amerikanischer Leichtathlet
- Hare, Will (1916–1997), US-amerikanischer Schauspieler
- Hare, William, britischer SerienmörderWilliam Hare

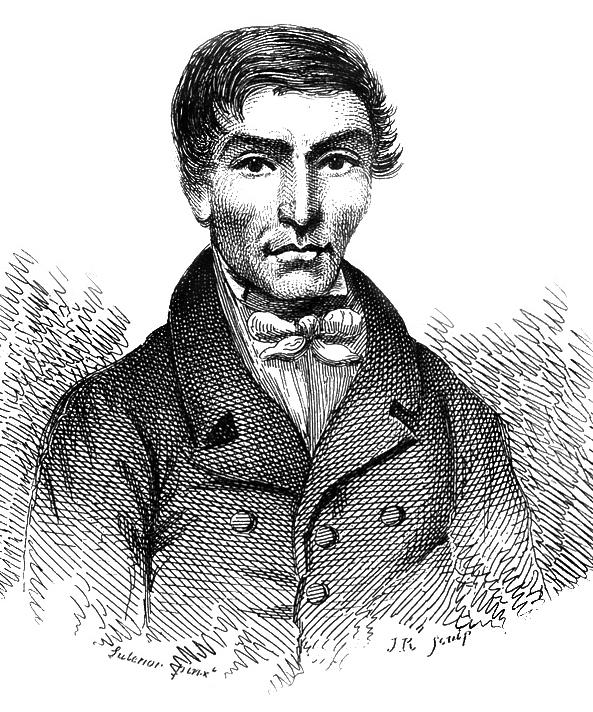
William Hare

- Hare, William, 3. Earl of Listowel (1833–1924), anglo-irischer Peer und Politiker
- Hare, William, 5. Earl of Listowel (1906–1997), britischer Politiker
- Hare-Naylor, Georgiana († 1806), britische Malerin und Kunstmäzenin

### Harea
- Harea, Gheorghe (* 1966), moldauischer Fußballspieler

### Harei
- Hareide, Åge (* 1953), norwegischer Fußballtrainer
- Hareide, Einar (1899–1983), norwegischer Politiker (Kristeligt Folkeparti), Mitglied des Storting
- Hareide, Einar (* 1959), norwegischer Industriedesigner
- Hareide, Knut Arild (* 1972), norwegischer christdemokratischer Politiker, Mitglied des Storting
- Hareide, Modolv (1909–1983), norwegischer Jurist und Beamter im auswärtigen Dienst
- Hareir, Idris El (* 1945), libyscher Historiker und Hochschullehrer, Delegierter der World Islamic Call Society (WICS) bei der UNESCO
- Hareiter, Herta (1923–2015), österreichische Filmarchitektin

### Harel
- Harel de la Noë, Louis (1852–1931), französischer Ingenieur
- Harel, Alain (* 1950), mauritischer Geistlicher, römisch-katholischer Bischof von Port Victoria
- Harʾel, Alma (* 1976), israelisch-US-amerikanische Musikvideo- und Filmregisseurin und -produzentin
- Harel, Barbara (* 1977), französische Judoka
- Harel, David (* 1950), israelischer Informatiker
- Harel, Gabriel (* 1983), französischer Animationsfilmer
- Harel, Isser (1912–2003), israelischer Geheimdienstler, Chef des israelischen Geheimdienstes
- Harel, Jean-Louis (* 1965), französischer Radrennfahrer
- Harel, Jossi (1918–2008), israelischer Kommandant der Exodus
- Harel, Louise (* 1946), kanadische Politikerin, Präsidentin der Nationalversammlung von Québec
- Harel, Marie (1761–1844), französische Käserin
- Harel, Nira (* 1936), israelische Schriftstellerin
- Harel, Philippe (* 1956), französischer Filmregisseur, Drehbuchautor und Schauspieler
- Harelik, Mark (* 1951), US-amerikanischer Film-, Fernseh- und Theaterschauspieler sowie BühnenautorMark Harelik (* 1951)

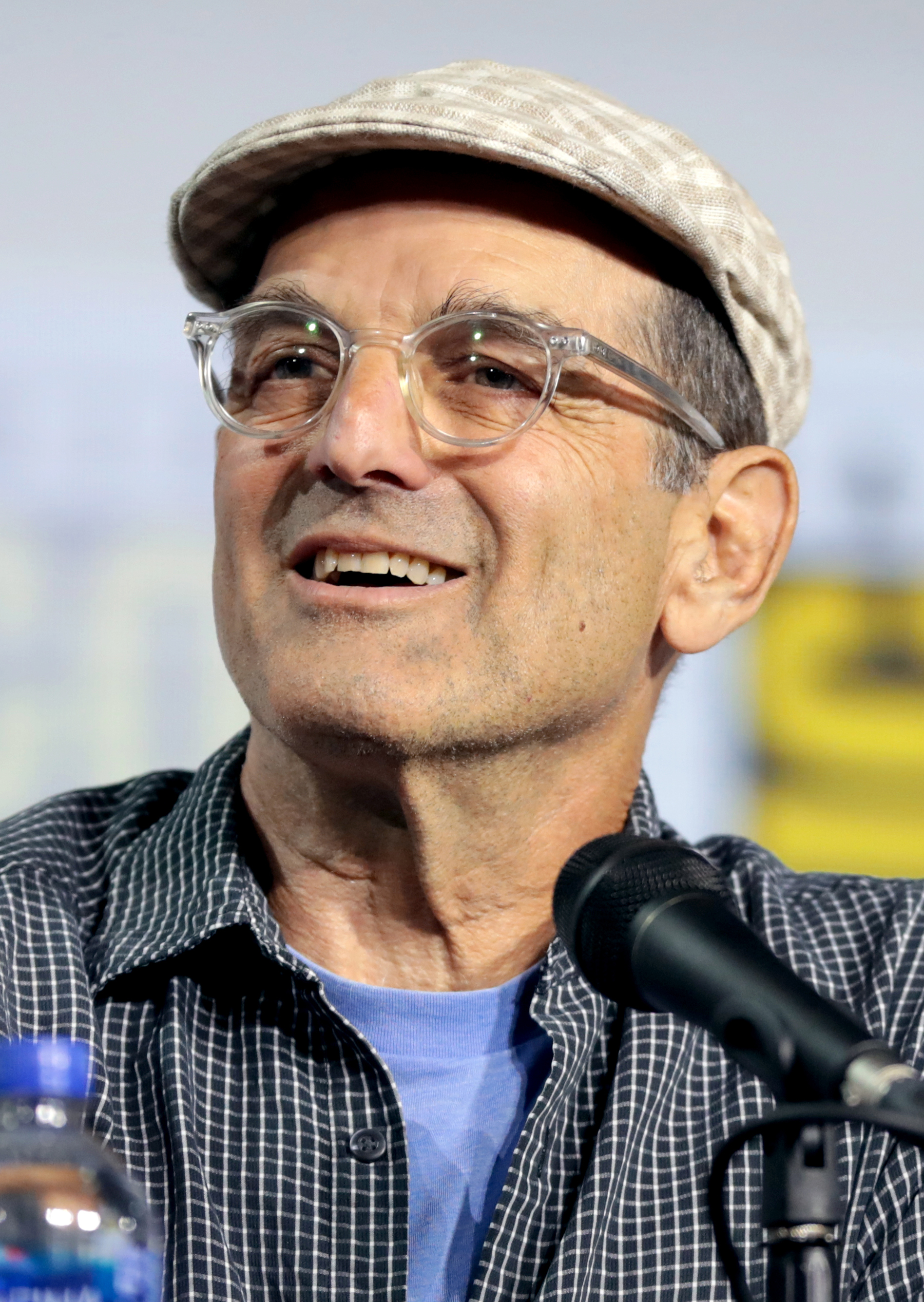
Mark Harelik (* 1951)

- Harell, Marte (1907–1996), österreichische Schauspielerin

### Harem
- Haremachet, Hohepriester des Amun
- Haremhab, Vermögensverwalter
- Haremhab, altägyptischer Pharao der 18. DynastieHaremhab

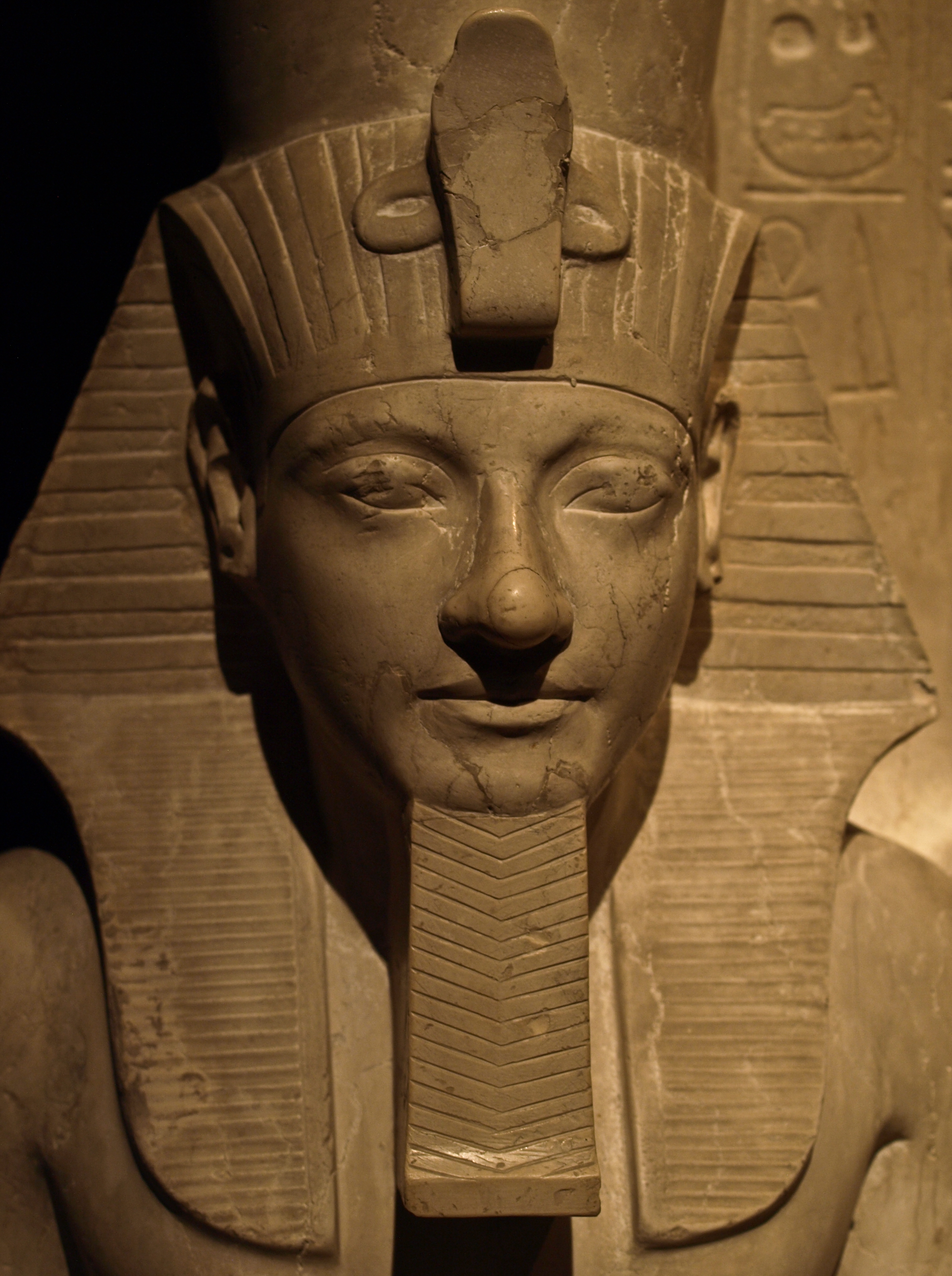
Haremhab

### Haren
- Haren, Adam van (1540–1589), niederländischer Kapitän der Wassergeusen und Kammerherr von Wilhelm von Oranien
- Haren, Adam von († 1454), Schöffe und Bürgermeister der Reichsstadt Aachen
- Haren, Adam von († 1517), Schöffe und Bürgermeister der Freien Reichsstadt Aachen
- Haren, Everhard von, Schöffe und Bürgermeister der Reichsstadt Aachen
- Haren, Franz Rütger von († 1724), deutscher Rechtswissenschaftler und Hochschullehrer
- Haren, Gerhard von, Bürgermeister der Reichsstadt Aachen
- Haren, Gerhard von († 1458), Schöffe und Bürgermeister der Reichsstadt Aachen
- Haren, Onno Zwier van (1713–1779), niederländischer Staatsmann und Dichter
- Haren, Willem van (1710–1768), niederländischer Dichter
- Harenberg, Bodo (* 1937), deutscher Journalist und Verleger
- Harenberg, Johann Christoph (1696–1774), deutscher Theologe und Historiker
- Harenberg, Michael (* 1961), deutscher Komponist, Musikwissenschaftler, Medienwissenschaftler und Hochschullehrer
- Harenbrock, Cedric (* 1998), deutscher Fußballspieler
- Harendarski, Ulf, deutscher Germanist und Hochschullehrer
- Harendza, Sigrid (* 1965), deutsche Internistin
- Harengerd, Michael (* 1946), deutscher Biologe und Naturschützer
- Harenne, Amand von (1813–1866), preußischer Verwaltungsbeamter und Landrat
- Harenz, Julia (* 1994), deutsche Politikerin (SPD)

### Harer
- Harerimana, Musa Fazil (* 1962), ruandischer Politiker

### Hares
- Haresleben, Adam (1627–1683), österreichischer Steinmetzmeister und Bildhauer des Barock, Dombaumeister zu St. Stephan in Wien
- Haresleben, Johann Georg (1671–1716), österreichischer Steinmetzmeister des Barock
- Haresleben, Thomas (1673–1733), österreichischer Steinmetzmeister und Bildhauer des Barock, Dombaumeister zu St. Stephan in Wien
- Haresnape, Herbert (1880–1962), britischer Schwimmer und Wasserballspieler

### Haret
- Haret, Spiru (1851–1912), rumänischer Mathematiker
- Hareter, Alexander (1883–1954), österreichischer Kleinbauer und Politiker (SDAP), Abgeordneter zum Nationalrat

### Harew
- Harewood, Al (1923–2014), US-amerikanischer Jazzschlagzeuger des Hard Bop
- Harewood, David (* 1965), britischer SchauspielerDavid Harewood (* 1965)

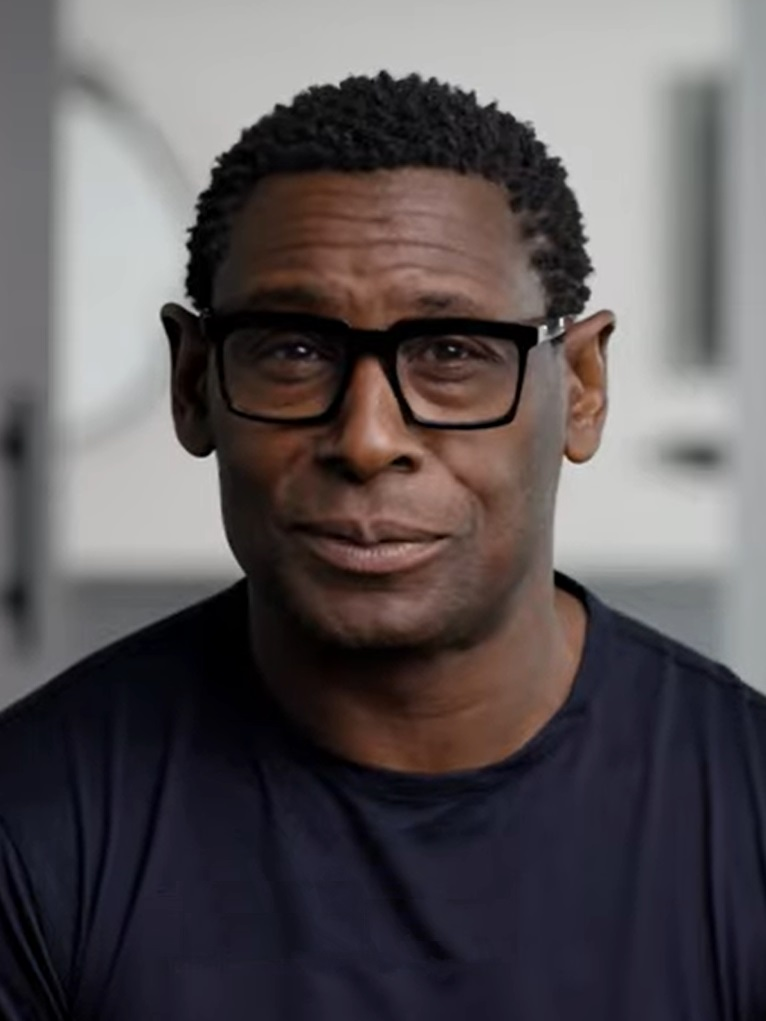
David Harewood (* 1965)

- Harewood, Dorian (* 1950), US-amerikanischer Schauspieler und Synchronsprecher
- Harewood, Marlon (* 1979), englischer Fußballspieler
- Harewood, Nancy (* 1950), US-amerikanische Schauspielerin

### Harez
- Harezki, Maxim (1893–1938), belarussischer Schriftsteller